# Lewis L. Boyer

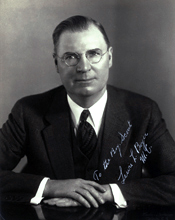
Lewis L. Boyer

Lewis Leonard Boyer (* 19. Mai 1886 bei Richfield, Adams County, Illinois; † 12. März 1944 in Quincy, Illinois) war ein US-amerikanischer Politiker. Zwischen 1937 und 1939 vertrat er den Bundesstaat Illinois im US-Repräsentantenhaus.

## Leben
Lewis Boyer besuchte die öffentlichen Schulen seiner Heimat. Zwischen 1904 und 1915 arbeitete er in verschiedenen Städten seiner Heimat als Lehrer. Gleichzeitig studierte er das Bauwesen. Seit 1915 lebte er in Quincy. Zwischen 1915 und 1936 leitete er die Straßenbaubehörde im Adams County. Politisch schloss er sich der Demokratischen Partei an.
Bei den Kongresswahlen des Jahres 1936 wurde Boyer im 15. Wahlbezirk von Illinois in das US-Repräsentantenhaus in Washington, D.C. gewählt, wo er am 3. Januar 1937 die Nachfolge von J. Leroy Adair antrat. Da er im Jahr 1938 nicht bestätigt wurde, konnte er bis zum 3. Januar 1939 nur eine Legislaturperiode im Kongress absolvieren. In dieser Zeit wurden dort weitere New-Deal-Gesetze der Bundesregierung unter Präsident Franklin D. Roosevelt verabschiedet.
In den Jahren 1940 und 1942 kandidierte Lewis Boyer jeweils erfolglos für den Senat von Illinois. Er starb am 12. März 1944 in Quincy.